# محرك دفع يعمل بتأثير هول

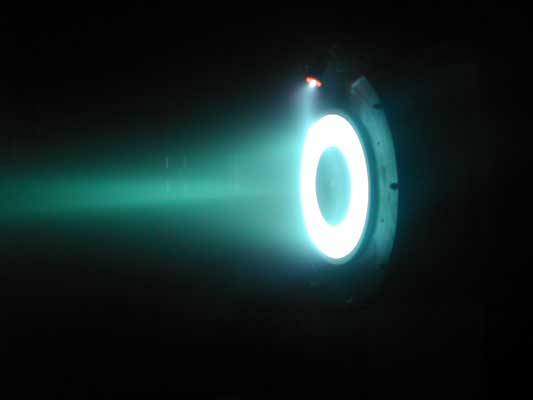

بالنسبة لقوة دفع المركبة الفضائية، فإن محرك الدفع العامل بتأثير هول (إتش إي تي) نوع من محركات الدفع الأيونية تتسارع فيه المادة الدافعة بتأثير المجال الكهربائي. تستخدم محركات الدفع العاملة بتأثير هول للحد من الحركة المحورية للإلكترونات، ومن ثم تستخدمهم لتأيين المادة الدافعة، وتسريع الأيونات بكفاءة لإنتاج الدفع، وتحييد الأيونات في ريشة. يُشار إلى محركات الدفع العاملة بتأثير هول (بناءً على اكتشاف إدوين هول) أحيانًا بمحركات دفع هول أو محركات دفع عاملة بتيار هول. يُصنَّف محرك الدفع العامل بتأثير هول بمثابة تقنية دفع فضائية ذات اندفاع نوعي معتدل (1600 ثانية)، وقد استفاد من الأبحاث النظرية والتجريبية الهامة منذ ستينيات القرن العشرين.
تعمل محركات دفع هول بمجموعة متنوعة من مواد الدفع، وأكثرها شيوعًا الزينون والكريبتون. تشمل المواد الدافعة الأخرى المثيرة للاهتمام الأرغون، والبزموت، واليود، والمغنيسيوم، والزنك.
تملك محركات دفع هول القدرة على تسريع عوادمها إلى سرعات بين 10 و80 كيلومتر في الثانية (اندفاع نوعي يبلغ 1000-8000 ثانية)، وتعمل أغلب النماذج في سرعات ما بين 15 و 30 كيلومتر في الثانية (اندفاع نوعي 1500 – 3000 ثانية). تعتمد إنتاجية محرك الدفع على مستوى الطاقة. تنتج المحركات التي تعمل بمعدل 1.35 كيلو واط نحو 83 ميلي نيوتن من الدفع، وبكفاءة تتراوح بين 45-60%.
تتضمن تطبيقات محركات الدفع العاملة بتأثير هول التحكم بتوجيه ووضعية الأقمار الاصطناعية التي تدور في المدارات، واستخدامها بمثابة محرك الدفع الرئيسي للمركبات الفضائية الروبوتية متوسطة الحجم.

## نبذة تاريخية
دُرست محركات دفع هول بشكل مستقل في الولايات المتحدة وفي الاتحاد السوفييتي. وُصفت هذه المحركات لأول مرة علانيةً في الولايات المتحدة في أوائل ستينيات القرن العشرين. على الرغم من أنها طُوِّرت لأول مرة في جهاز دفع فعّال في الاتحاد السوفييتي. ركّز العلماء في الولايات المتحدة بدلًا من ذلك على تطوير محركات الدفع الأيونية الشبكية.
طُوّر نوعين من محركات دفع هول في الاتحاد السوفييتي:
- محركات دفع ذات نطاق تسارع واسع، إس بّي تي (محرك دفع بلازمي ثابت)، في شركة بيرو فيكل للتصميم.
- محركات دفع ذات نطاق تسارع ضيق، دي إيه إس (محرك دفع ذات طبقة أنود «مصعد»)، في معهد البحوث المركزي لبناء الآلات.

يعود العمل في تصميم إس بّي تي إلى حد كبير لإيه آي موروزوف. كان أوّل محرك دفع ذات نطاق تسارع واسع يعمل في الفضاء هو إس بّي تي-50 على متن المركبة الفضائية «شهاب»، التي أُطلقت في ديسمبر عام 1971. استُخدمت هذه المحركات بشكل أساسي لتثبيت الأقمار الاصطناعية في اتجاهات شمال-جنوب وغرب-شرق. منذ ذلك الحين وحتى أواخر التسعينيات أتمّت 118 من محركات إس بّي تي مهامها، واستمر نحو 50 محرك بالعمل. بلغت قوة دفع الجيل الأول من محركات إس بّي تي، والتي تتضمن إس بّي تي-50، وإس بّي تي-60، 20 و30 ميلي نيوتن على التوالي. في عام 1982، طُرحت محركات إس بّي تي-70، وإس بّي تي-100، وكانت قوة دفعهم 40 و83 ميلي نيوتن على التوالي. في روسيا بعد الاتحاد السوفييتي، طُرحت محركات عالية الطاقة (بضعة من الكيلو وات)، وتتضمن إس بّي تي-140، وإس بّي تي-160، وإس بّي تي-200، وتي-160، بالإضافة لمحرك إس بّي تي-35 منخفض الطاقة (أقل من 500 وات).
تتضمن محركات الدفع الروسية والسوفيتية من النوع تي إيه إل، دي-38، ودي-55، ودي-80، ودي-100.
منذ تقديم محركات الدفع سوفييتية الصنع إلى الغرب في أوائل تسعينيات القرن العشرين، كانت محركات دفع هول مادةً لعدد كبير من المساعي البحثية في الولايات المتحدة، وفرنسا، وإيطاليا، واليابان، وروسيا (بالإضافة إلى عدد أصغر من المساعي في بلدان العالم المختلفة). جرت الأبحاث فيما يخص محرك دفع هول في الولايات المتحدة في عدة مختبرات حكومية، وجامعات، وشركات خاصة. تضمنت المراكز الحكومية والممولة حكوميًا مختبر الدفع النفاث التابع لناسا، ومركز أبحاث غلين التابع لناسا، ومختبر أبحاث القوات الجوية الأمريكية (قاعدة إدواردز الجوية في كاليفورنيا)، بالإضافة إلى شركة الفضاء الجوي. تتضمن الجامعات معهد القوى الجوية الأمريكي للتقنية، وجامعة ميشيغان، وجامعة ستانفورد، ومعهد ماساتشوستس للتقنية، وجامعة برينستون، وجامعة ميشيغان التقنية، ومعهد جورجيا التقني. جرت كمية كبيرة من التطوير في مجال الصناعة، مثل شركة آي إتش آي في اليابان، وأيرو جيت، وبيوسيك في الولايات المتحدة، وشركة سنيكما في فرنسا، ومختبر الدفع النفاث المتقدم في أوكرانيا، وإس آي تي إيه إي إل في إيطاليا، ومبادرة ساتريك في كوريا الجنوبية.
كان الاستخدام الأول لمحركات دفع هول في مدار قمري في المهمة القمرية سمارت-1 التابعة لوكالة الفضاء الأوروبية في عام 2003.
عُرضت محركات دفع هول للمرة الأولى في قمر صناعي غربي على متن المركبة الفضائية إس تي إي إكس التابعة لمختبر الأبحاث البحرية، التي حملت محرك الدفع الروسي دي-55. كان محرك دفع هول الأمريكي الأول الذي حلق في الفضاء هو بي إتش تي-200 لشركة بيوسيك على متن المركبة الفضائية الترويجية التقنية تاك سات2. تجسدت الرحلة الأولى لمحرك دفع هول أمريكي في المهمة التشغيلية أيرو جيت بي بّي تي-4000، التي أُطلقت في أغسطس عام 2010 على متن قمر اصطناعي عسكري للاتصالات متزامن مع دوران الأرض متطور ذات تردد عالي جدًا. ويُعد بي بّي تي-4000 محرك دفع هول ذات الطاقة الأعلى الذي حلق في الفضاء بطاقة 4.5 كيلو وات. إلى جانب مهمات الحفاظ على الموقع الاعتيادية، يوفّر محرك بي بّي تي-4000 القدرة على رفع مدار المركبة الفضائية. استُعمل إكس – 37بي بمثابة منصة اختبار من أجل محرك دفع هول الخاص بسلسلة الأقمار الاصطناعية إيه إي إتش إف. تواصل عدة بلدان حول العالم الجهود لتأهيل تقنية محرك دفع هول من أجل الاستخدامات التجارية. تستخدم مجموعة الأقمار الاصطناعية ستارلينك لشركة سبيس إكس، وهي أضخم مجموعة أقمار اصطناعية في العالم، محركات دفع هول.

## التشغيل
إنّ مبدأ عمل محركات دفع هول الأساسي هو استخدام الكمون الكهربائي لتسريع الأيونات وإيصالها إلى سرعات عالية. في محرك دفع هول، يجري توفير الشحنة الكهربائية السالبة عن طريق بلازما إلكترونية في الطرف المفتوح من محرك الدفع عوضًا عن الشبكة. يُستخدم مجال مغناطيسي شعاعي يبلغ نحو 100-300 غاوس (0.01 -0.03 تسلا) لحجز الإلكترونات، حيث يؤدي جمع المجال المغناطيسي الشعاعي والمجال الكهربائي المحوري إلى انحراف سمت الإلكترونات، وبالتالي يتشكل تيار هول الذي يستمد المحرك اسمه منه.
يظهر مخطط محرك دفع هول في الصورة المجاورة. يُطبق كمون كهربائي يتراوح بين 150 و 800 فولت بين المصعد والمهبط. يُشكّل المسمار المركزي أحد أقطاب المغناطيس الكهربائي ويُحيط به فراغ حلقي، وحول هذا الفراغ يوجد القطب الآخر للمغناطيس الكهربائي، وبينهما المجال المغناطيسي شعاعي.
تُغذّى المادة الدافعة كغاز الزينون بواسطة المصعد، الذي يحتوي على عدد كبير من الثقوب الصغيرة فيه تعمل بمثابة موزع للغاز. يُستخدم الزينون كمادة دافعة بسبب وزنه الذري العالي، وكمون تأينه المنخفض. عندما تنتشر ذرات الزينون المحايدة في قناة محرك الدفع، تتأين عن طريق التصادمات مع الالكترونات المنتشرة عالية الطاقة (عادة بطاقة 10-40 إلكترون فولت، أو نحو 10% من فولتية التفريغ). بمجرد تأينها، تحصل أيونات الزينون عادةً على شحنة +1، على الرغم من أنّ قسمًا صغيرًا (20% تقريبًا) يحصل على شحنة +2.